# 2020년 7월 일본 호우

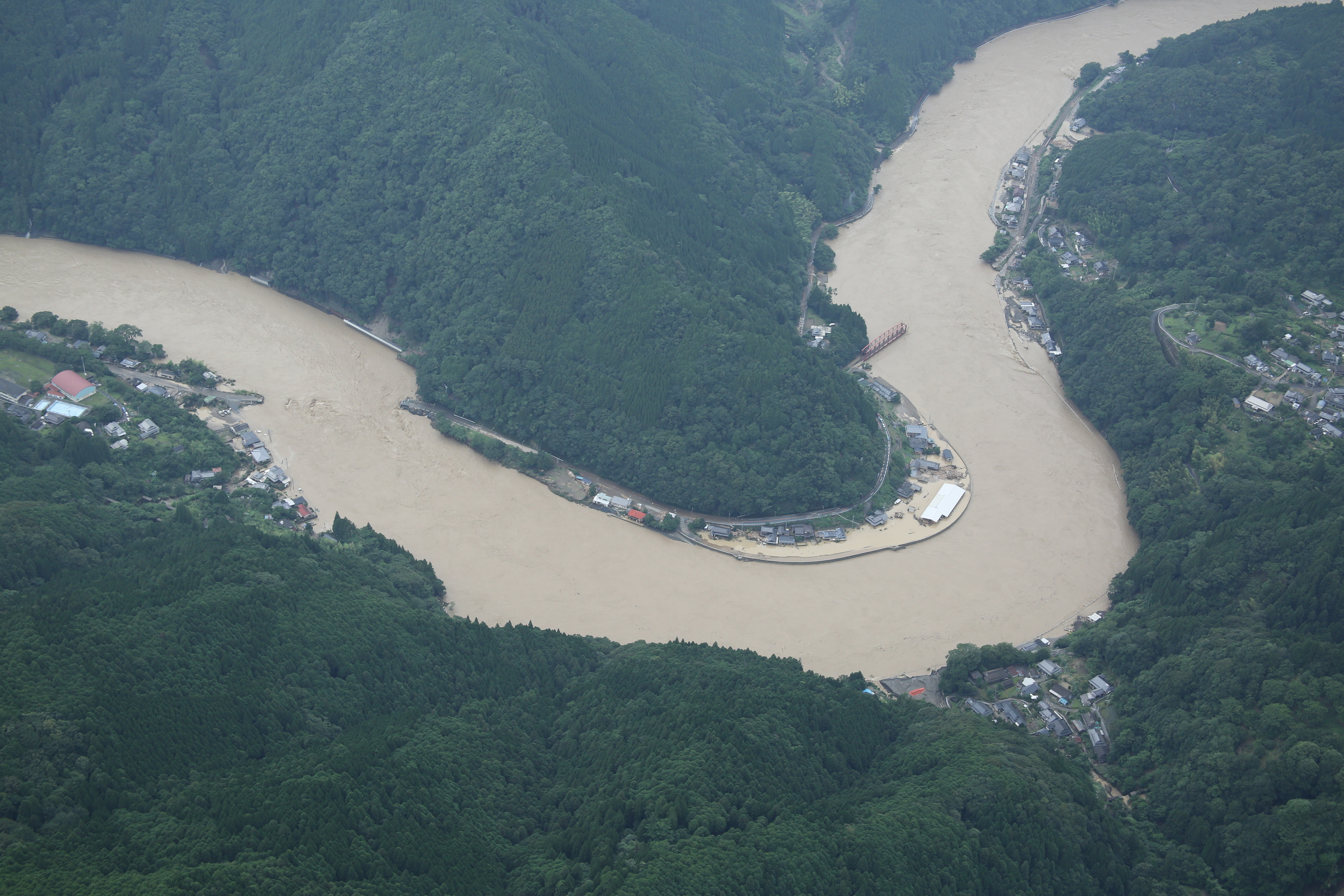
좌측의 가마세 교, 우측의 구마가와 철도 1호 교량 등이 각각 떠내려간 상태임.

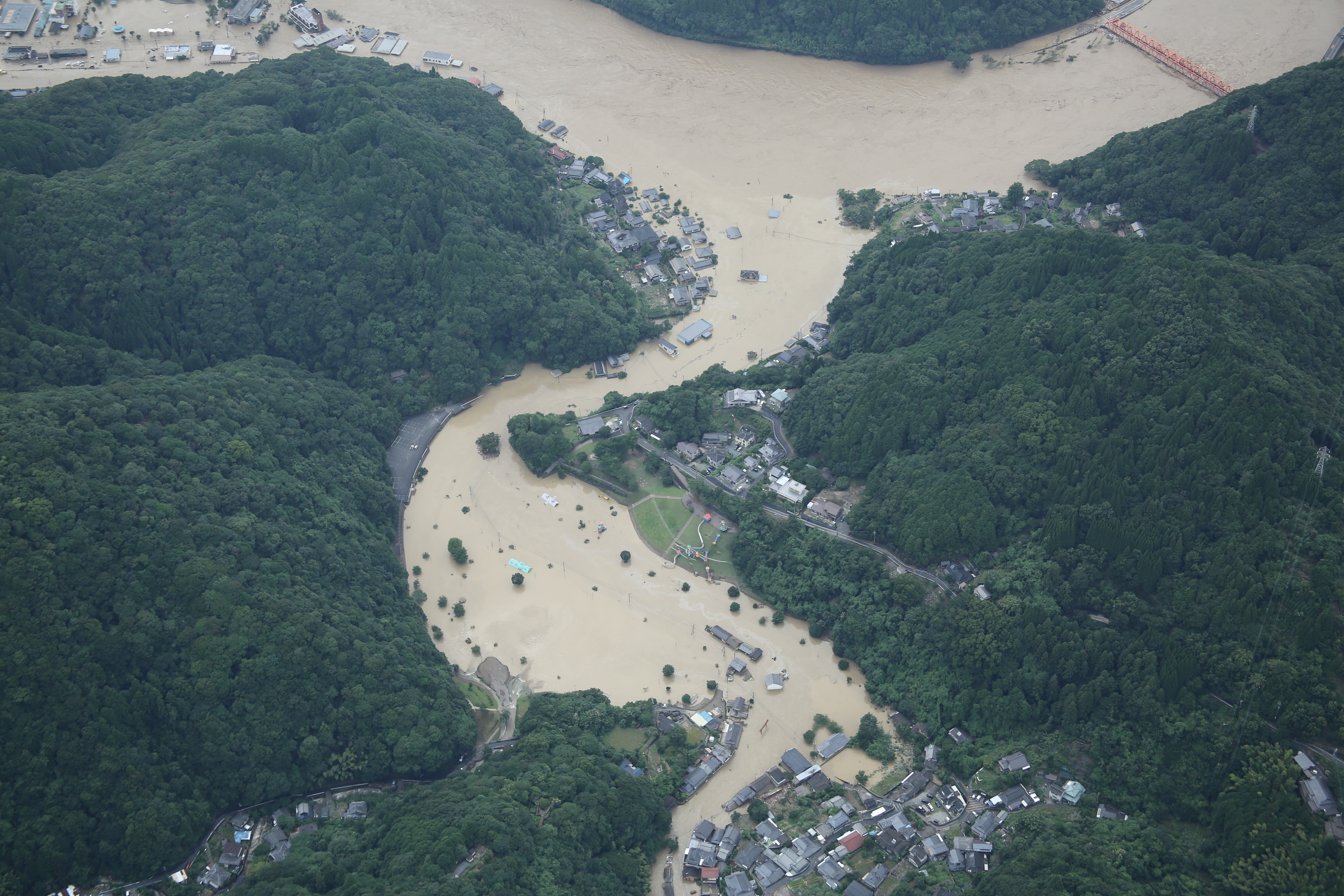
2020년 7월 4일 구마강 하류 일대를 중심으로 하여 수해에 의해 수몰당한 주택 전경

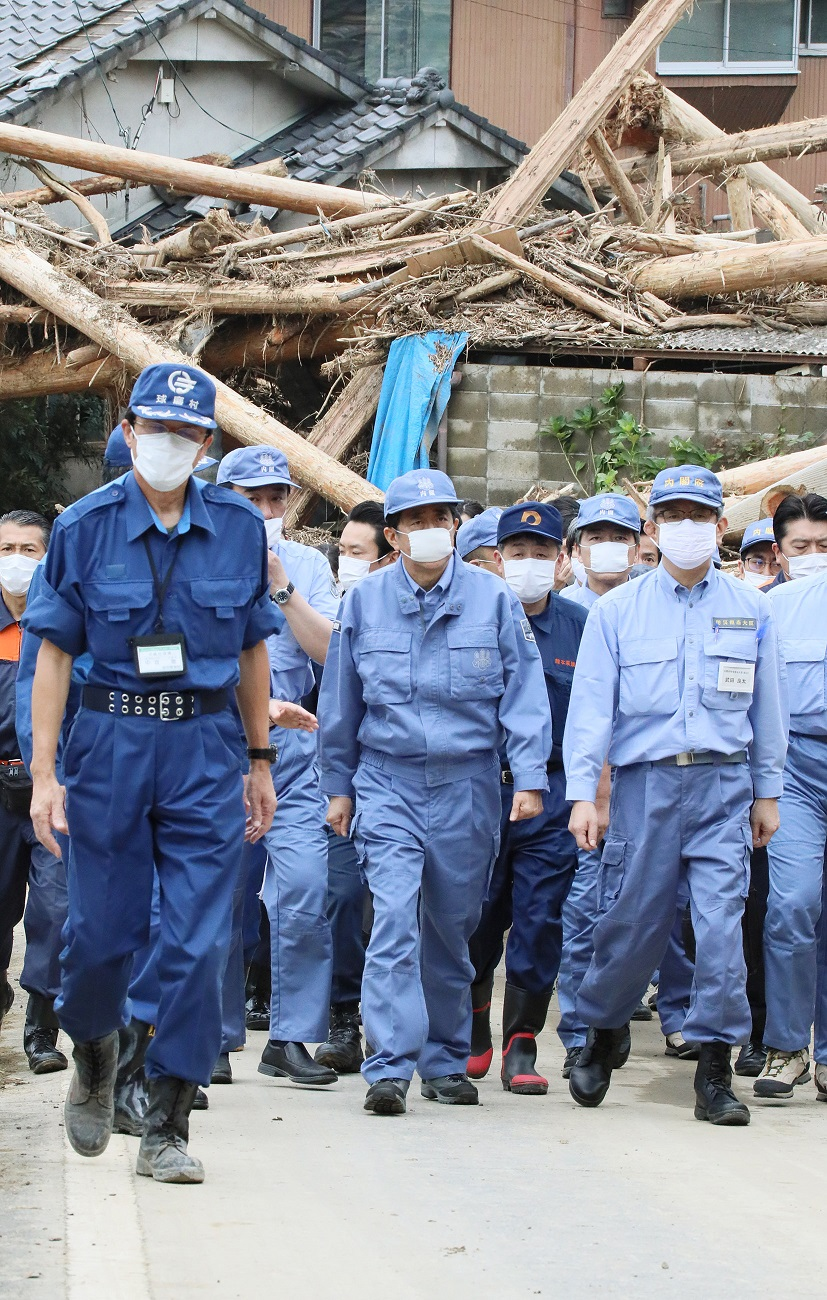
피해를 입은 구마촌

2020년 규슈 호우 또는 일본 기상청의 공식 명칭인 레이와 2년 7월 호우(令和2年7月豪雨)는 2020년 7월 일본 구마모토현을 중심으로 규슈 지방과 주부 지방 등 일본 각지에서 발생한 집중 호우이다. 이번 호우로 인한 홍수 및 산사태 등의 여파에 따른 인명 피해로는 2020년 8월 7일 기준 82명의 사망자가 확인되었으며, 4명이 실종되었다. 피해자 중 14명은 구마모토현의 한 시골 마을인 구마촌 일대에 집중되어 있다. 피해 규모로는 15,335채 규모의 가옥이 파괴, 손상, 침수되는 큰 피해를 낳은 반면 교량도 역시 11곳만 피해를 입은 상태이기도 하다.

## 개요
4일 연속 지속된 일본 규슈 지역의 폭우로 인한 인명 피해가 70명으로 증가하였다. 주요 원인은 일부 지역에 집중되어 있는 가늘고 긴 장마전선이 규슈 일대를 상륙시켰기 때문에, 후쿠오카현 등 규슈 북부 일부 지역에는 시간당 최대 110mm가 넘는 세찬 폭우가 쏟아졌던 것으로 보인다. 그리고 지반도 약화되면서, 도로가 곳곳에서 끊어지는 것 외에도 산사태까지 일어났었던 것으로 보인다. 또한 130만명이 넘는 주민들에게 피난 지시까지 권고된 상태였던 것으로 보인다.

## 경과

### 7월 3일 ~ 5일
7월 3일부터 5일 사이에 걸친 호우는 일본의 서남부 지역인 규슈의 가고시마현과 구마모토현 등 남큐슈 일원을 중심으로 500mm가 넘은 비가 내렸다. 그러나 해당 폭우의 여파에 따라 11곳의 하천들이 범람하게 되면서, 36명이 숨지고 14명이 실종되었다.

### 7월 6일
일본 기상청에 따라 오후 5시 30분에 긴급 기자 회견이 개최되자, 후쿠오카현과 사가현, 나가사키현 등지에서도 호우특별경보가 내려졌다. 그러나 5단계에 걸친 경보 수준 중 최고급 레벨인 레벨5에 해당되는 경보로 그간 일본에서 수십여년 동안 한 차례에 걸치지 않는 대규모 비상 사태급에 해당되는 경보이기도 한다. 또한 중국 대륙으로부터 유입되는 적란운도 역시 발달하여 들어오고 있으나, 소강 상태를 예측하기도 힘드는 상황이기도 하다. 그러자, 일본 규슈의 후쿠오카현 구루메시, 나가사키현 나가사키시 등 일부 시정촌들을 중심으로 피난 지시까지도 내려져 있는 상태이다. 그리고 야마구치현 슈난시와 히로시마현 히로시마시까지도 피난 지시 범위가 확대되면서, 규슈 일원을 중심으로 대한민국의 광주광역시 전체 인구에 상당한 약 130만 여명의 주민들이 일제히 대피하기도 하였다. 또한 구마모토현의 한 어르신 복지 시설인 센쥬엔(千寿園)에서 지난 7월 4일 심폐정지 상태로 발견된 14명의 수용자가 모두 사망하였다고 경찰의 발표까지 보고되었다. 그리고 후쿠오카현 오무타시 일대에서도 물론 모든 지역에 걸쳐 침수되었다.

### 7월 7일
주고쿠 지방과 긴키 지방에서도 200 mm가 넘는 폭우가 발생될 가능성이 있다. 그러나 후쿠오카현과 오이타현을 흘러드는 물줄기인 지쿠고강이 범람하게 되자, 이 물줄기가 히타시 일대를 중심으로 마을에 물이 잠기는 등 침수 피해를 입고 있는 중이다. 또한 호우특별경보가 내려진 상태인 후쿠오카현, 사가현, 나가사키현에서의 폭우 피해 관련 사항을 그냥 경보로 전환되었고 곳곳에서 피난 지시도 역시 내려졌다.

### 7월 8일
기후현과 나가노현에서의 호우특보를 레벨5인 호우특별경보가 내려졌다가 오전 11시 40분이 되어야 그냥 호우경보로 전향되기도 하였다. 오이타현 유후시와 히타시에는 강이 범람하였고, 기후현 게로시 역시 강의 범람에 따라 침수되었다.

### 7월 9일
유네스코 세계유산으로 등재된 미이케 탄광이 폭우에 의해 붕괴되었고, 옛 철길도 역시 산사태에 의해 매몰되기도 하였다. 그리고 구마모토현에 일어난 홍수와 관련된 이재민들을 위한 기부금 접수 서비스도 개시하였다.

### 7월 10일 ~ 11일
7월 10일에는 오후 1시를 기준으로 66명이 숨지고 16명이 실종되었으며 3,600여명의 이재민이 발생되었다. 그 중에서 구마모토현에서는 60명이 숨지고 10명이 실종된 상태이며, 사망자는 대부분 규슈에 집중되어 있다. 규슈 이외의 권역에서는 에히메현에서는 2명이, 시즈오카현에서는 1명이 숨지는 등 규슈 이외 지역에서는 3명이 사망하였다. 또 7월 11일에는 기후현에 위치하고 있는 1,000년이 넘은 삼나무도 맥없이 쓰러졌다.

### 7월 12일
오전을 기준으로 69명이 숨지고 13명이 실종되었다. 그러나 사망자, 실종자는 규슈 지역에 계속 집중되어 있지만 규슈 외 권역에도 실종자가 속출되었다. 그 밖에도 12개의 현에서 101개 하천이 범람하게 되면서 토지 15.5제곱킬로미터가 침수하였다. 이는 여의도 면적의 5배 규모이자 대한민국 부산광역시 부산진구 면적의 절반 수준에 이르는 토지가 일제히 침수된 셈이다.

### 7월 13일
오후 1시 기준 72명이 숨지고 13명이 실종되었다. 그 외의 21개 현에서 주택 13,957동이 침수되었다. 다만 폭우는 7월 15일까지 내릴 것으로 보인다. 또한 아베 신조 일본 총리가 피해를 입은 구마모토현을 방문한 바 있다.

### 7월 14일 ~ 28일
7월 14일에는 호우 여파에 따라 히로시마현에서 발생한 산사태로 1명이 숨지고 1명이 실종되었다. 또한 7월 28일에는 도호쿠 지방과 니가타현을 중심으로 제법 많은 비가 내리자, 187명이 고립되는 것을 필두로, 도로가 무너지는 등 피해가 속출되었다. 또한 야마가타현 쓰루오카시에서 7월 27일부터 24시간 내내 강수량이 226.5 mm에 이르는 등 10개소 이상의 관측점에서 7월 관측 사상 최대치를 기록하였고 또한 아키타현 유리혼조시 북부 인근에는 시간당 100mm가 넘은 폭우가 내려 도로가 무너지고 산사태가 속출되는 것은 물론, 심지어는 주택가까지 침수되었다.

## 시설 피해 상황
금번 일본 호우의 여파에 따라 국도 제41호선 등 주요 도로 기반 시설이 피해를 초래하는 것 외에도 수많은 고속도로들도 역시 통제되는 경우도 있다.

## 여담
- 이번 호우의 여파에 따라 야후! 재팬, 전일본공수 등도 규슈 폭우에 대한 피해를 입은 분들의 위로 차원상 피해 지원에 나선 것으로 나와 있다.
- 호우의 세력이 후쿠오카, 기타큐슈를 거쳐 간몬 교를 건너 주고쿠 지방과 이웃 섬인 시코쿠까지 영향을 미친 것으로 파악되어 있다.
- 일일 호우 발생량은 약 500mm 내지 600mm가 넘기면서, 대한민국의 연 평균 강우량인 1,240mm를 감안하더라도 한국의 반년치 빗방울을 규슈에 크게 쏟아부은 것으로 보인다.
- 문재인 대통령이 규슈 호우 관련 피해 서한을 보내준 적도 있었다.
- 피해 지역에 물자를 지원받아 기증시킨 업체는 세븐일레븐이다.
- 중화민국 정부에서도 호우 관련 피해 기금을 모아 기부하였다.

## 인명 피해 규모
| 현명       | 사망자 | 심폐 정지 | 실종자 | 부상자 | 부상자 | 부상자    |
| 현명       | 사망자 | 심폐 정지 | 실종자 | 중상   | 경증   | 정도 불명 |
| ---------- | ------ | --------- | ------ | ------ | ------ | --------- |
| 야마가타현 |        |           |        | 1      |        |           |
| 가나가와현 |        |           |        |        | 1      |           |
| 나가노현   | 1      |           |        | 2      |        |           |
| 기후현     |        |           |        | 1      | 1      |           |
| 도야마현   |        |           | 1      |        |        |           |
| 시즈오카현 | 1      |           |        |        |        |           |
| 교토부     |        |           |        |        | 2      |           |
| 와카야마현 |        |           |        |        | 1      |           |
| 히로시마현 | 2      |           |        | 2      | 1      |           |
| 에히메현   | 2      |           |        |        | 1      |           |
| 후쿠오카현 | 2      |           |        | 1      | 5      |           |
| 사가현     |        |           |        |        | 3      |           |
| 나가사키현 | 3      |           |        | 1      |        |           |
| 구마모토현 | 65     |           | 2      |        |        |           |
| 오이타현   | 5      |           | 1      |        | 2      |           |
| 미야자키현 |        |           |        |        |        |           |
| 가고시마현 | 1      |           |        |        | 4      |           |
| 합계       | 82     |           | 4      | 8      | 21     |           |

총무성 소방청에 의한 주택 피해 상황 (8월 24일 15시 00분 시점)
- 전파 319동, 반파 2,009동, 일부 파손 2,230동, 침수 13,934동

## 같이 보기
- 2018년 7월 일본 호우
- 2017년 7월 규슈 북부 호우
- 1953년 서일본 수해

### 비슷한 시기에 주변국에서 일어난 호우
- 2020년 중국 홍수
- 2020년 한반도 집중호우